# Komenda Rejonu Uzupełnień Nowy Sącz

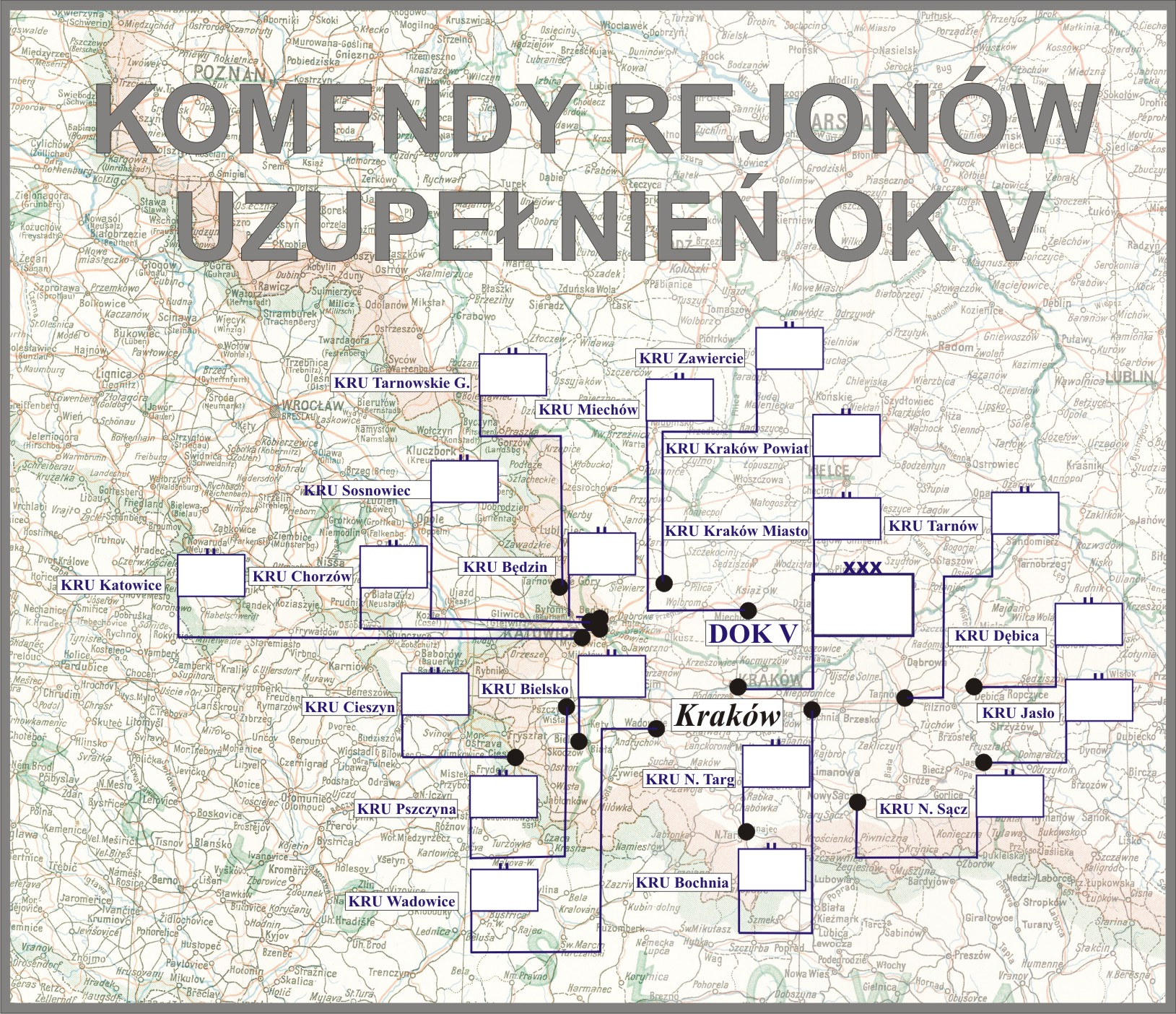
Komendy rejonów uzupełnień OK V

Komenda Rejonu Uzupełnień Nowy Sącz (KRU Nowy Sącz) – organ wojskowy właściwy w sprawach uzupełnień Sił Zbrojnych II Rzeczypospolitej i administracji rezerw w powierzonym mu rejonie.

## Historia komendy
27 grudnia 1918 roku minister spraw wojskowych ustanowił XVIII Powiatową Komendę Uzupełnień w Nowym Targu obejmującą powiaty: nowotarski ze Spiszem i Orawą, limanowski i nowosądecki. XVIII PKU w Nowym Targu znajdowała się na terenie Okręgu Generalnego „Kraków” i podlegała Okręgowej Komendzie Uzupełnień w Krakowie.
21 stycznia 1919 roku minister spraw wojskowych przemianował XVIII PKU w Nowym Targu na Powiatową Komendę Uzupełnień w Nowym Sączu z zachowaniem dotychczasowego okręgu i z siedzibą w Nowym Sączu.
Komenda, jako władza zaciągowa pierwszej instancji realizowała zadania i wykonywała obowiązki wynikające z Tymczasowej ustawy o powszechnym obowiązku służby wojskowej, która weszła w życie 29 października 1918 roku. Ponadto komenda przejęła zadania dotychczasowych Głównych Urzędów Zaciągu do Wojska Polskiego w zakresie: przyjmowania zgłoszeń ochotników do wojska i agitacji werbunkowej, przyjmowanie podań o przyjęcie do wojska wnoszonych przez oficerów i żołnierzy byłych I, II i III Korpusów Polskich w Rosji oraz armii austriackiej, rosyjskiej i niemieckiej, przyjmowanie podań o przyjęcie do szkół podoficerskich i szkół podchorążych, a także przyjmowanie podań o przyjęcie na kursy żandarmerii.
Organami pomocniczymi i wykonawczymi PKU byli oficerowie ewidencyjni. Wspomniani oficerowie realizowali zadania PKU w powierzonym im powiecie. Każdy oficer ewidencyjny miał do pomocy jednego pisarza i jednego szeregowego (ordynansa kancelaryjnego).
W czerwcu 1921 roku PKU 1 psp podlegała Dowództwu Okręgu Generalnego „Kraków” i obejmowała powiaty: gorlicki, grybowski, limanowski, nowosądecki i nowotarski.
Z dniem 15 listopada 1921 roku, po wprowadzeniu podziału kraju na dziesięć okręgów korpusów i po wprowadzeniu pokojowej organizacji służby poborowej, PKU 1 psp została przemianowana na PKU Nowy Sącz i podporządkowana Dowództwu Okręgu Korpusu Nr V w Krakowie. Okręg poborowy PKU Nowy Sącz obejmował powiaty: gorlicki, grybowski i nowosądecki. W każdym mieście powiatowym miał rezydować oficer ewidencyjny. W 1923 roku stanowiska oficerów ewidencyjnych nie zostały obsadzone.
1 czerwca 1922 roku została zlikwidowana gospoda inwalidzka przy PKU Nowy Sącz.
W sierpniu 1922 roku dowódca Okręgu Korpusu Nr V gen. dyw. Aleksander Osiński udzielił pochwały oficerowi instrukcyjnemu przy PKU kpt. Kazimierzowi Kuczale za przeprowadzenie kilkutygodniowych kursów młodzieży w obozie przysposobienia rezerw w Roztoce, a także podkreślił zasługi komendanta PKU ppłk. Feliksa Persa przy organizacji obozu, który został uruchomiony 1 lipca tego roku.
18 listopada 1924 roku weszła w życie ustawa z dnia 23 maja 1924 roku o powszechnym obowiązku służby wojskowej, a 15 kwietnia 1925 roku rozporządzenie wykonawcze ministra spraw wojskowych do tejże ustawy, wydane 21 marca tego roku wspólnie z ministrami: spraw wewnętrznych, zagranicznych, sprawiedliwości, skarbu, kolei, wyznań religijnych i oświecenia publicznego, rolnictwa i dóbr państwowych oraz przemysłu i handlu. Wydanie obu aktów prawnych wiązało się z przejęciem przez władze cywilne (administracji I instancji) większości zadań związanych z przygotowaniem i przeprowadzeniem poboru. Przekazanie większości zadań władzom cywilnym umożliwiło organom służby poborowej zajęcie się wyłącznie racjonalnym rozdziałem rekruta oraz ewidencją i administracją rezerw. Do tych zadań dostosowana została organizacja wewnętrzna powiatowych komend uzupełnień i ich składy osobowe. Poszczególne komendy różniły się między sobą składem osobowym w zależności od wielkości administrowanego terenu.
Zadania i nowa organizacja PKU określone zostały w wydanej 27 maja 1925 roku instrukcji organizacyjnej służby poborowej na stopie pokojowej. W skład PKU Nowy Sącz wchodziły trzy referaty: I) referat administracji rezerw, II) referat poborowy i referat inwalidzki. Nowa organizacja i obsada służby poborowej na stopie pokojowej według stanów osobowych L. O. I. Szt. Gen. 3477/Org. 25 została ogłoszona 4 lutego 1926 roku. Z tą chwilą zniesione zostały stanowiska oficerów ewidencyjnych.
12 marca 1926 roku została ogłoszona obsada personalna Przysposobienia Wojskowego, zatwierdzona rozkazem Dep. I L. 6000/26 przez pełniącego obowiązki szefa Sztabu Generalnego gen. dyw. Edmunda Kesslera, w imieniu ministra spraw wojskowych. Zgodnie z nową organizacją pokojową Przysposobienia Wojskowego zostały zlikwidowane stanowiska oficerów instrukcyjnych przy PKU, a w ich miejsce utworzone rozkazem Oddz. I Szt. Gen. L. 7600/Org. 25 stanowiska oficerów przysposobienia wojskowego w pułkach piechoty.
Od 1926 roku, obok ustawy o powszechnym obowiązku służby wojskowej i rozporządzeń wykonawczych do niej, działalność PKU Nowy Sącz normowała „Tymczasowa instrukcja służbowa dla PKU”, wprowadzona do użytku rozkazem MSWojsk. Dep. Piech. L. 100/26 Pob.
1 października 1927 roku powiat gorlicki został włączony do nowo powstałej PKU Jasło.
W marcu 1930 roku PKU Nowy Sącz nadal podlegała Dowództwu Okręgu Korpusu Nr V i administrowała powiatami: nowosądeckim i grybowskim. W grudniu tego roku posiadała skład osobowy typ IV.
31 lipca 1931 roku gen. dyw. Kazimierz Fabrycy, w zastępstwie ministra spraw wojskowych, rozkazem B. Og. Org. 4031 Org. wprowadził zmiany w organizacji służby poborowej na stopie pokojowej. Zmiany te polegały między innymi na zamianie stanowisk oficerów administracji w PKU na stanowiska oficerów broni (piechoty) oraz zmniejszeniu składu osobowego PKU typ I–IV o jednego oficera i zwiększeniu o jednego urzędnika II kategorii. Liczba szeregowych zawodowych i niezawodowych oraz urzędników III kategorii i niższych funkcjonariuszy pozostała bez zmian.
1 kwietnia 1932 roku został zniesiony powiat grybowski.
1 lipca 1938 roku weszła w życie nowa organizacja służby uzupełnień, zgodnie z którą dotychczasowa PKU Nowy Sącz została przemianowana na Komendę Rejonu Uzupełnień Nowy Sącz przy czym nazwa ta zaczęła obowiązywać 1 września 1938 roku, z chwilą wejścia w życie ustawy z dnia 9 kwietnia 1938 roku o powszechnym obowiązku wojskowym. Obok wspomnianej ustawy i rozporządzeń wykonawczych do niej, działalność KRU Nowy Sącz normowały przepisy służbowe MSWojsk. D.D.O. L. 500/Org. Tjn. Organizacja służby uzupełnień na stopie pokojowej z 13 czerwca 1938 roku. Zgodnie z tymi przepisami komenda rejonu uzupełnień była organem wykonawczym służby uzupełnień .
Komendant rejonu uzupełnień w sprawach dotyczących uzupełnień Sił Zbrojnych i administracji rezerw podlegał bezpośrednio dowódcy Okręgu Korpusu Nr V, który był okręgowym organem kierowniczym służby uzupełnień. Rejon uzupełnień nie uległ zmianie i nadal obejmował powiat nowosądecki.

## Obsada personalna
Poniżej przedstawiono wykaz oficerów zajmujących stanowisko komendanta Powiatowej Komendy Uzupełnień i komendanta rejonu uzupełnień oraz wykaz osób funkcyjnych (oficerów i urzędników wojskowych) pełniących służbę w PKU i KRU Nowy Sącz, z uwzględnieniem najważniejszych zmian organizacyjnych przeprowadzonych w 1926 i 1938 roku.
| Komendanci                       | Komendanci              | Komendanci                        |
| -------------------------------- | ----------------------- | --------------------------------- |
| Stopień, imię i nazwisko         | Okres pełnienia funkcji | Kolejne stanowisko (dalsze losy)  |
| ppłk piech. Stanisław I Turski   | od 27 XII 1918          |                                   |
| ppłk piech. Feliks Pers          | 1922 – III 1925         | komendant PKU Kraków Miasto       |
| ppłk piech. Stanisław Wilusz     | VIII 1925 – II 1927     | stan spoczynku z dniem 30 IV 1927 |
| mjr piech. Stanisław Marcinek    | III 1927 – 31 VII 1928  | stan spoczynku                    |
| mjr żand. Maksymilian Gawlik     | XI 1928 – IX 1930       | komendant PKU Gdynia              |
| ppłk piech. Paweł Juracki        | IX 1930 – 30 XI 1933    | stan spoczynku                    |
| mjr piech. Stefan Michno         | XII 1933 – VII 1935     | dyspozycja dowódcy OK V           |
| mjr piech. Adam Kozłowski        | od VIII 1935            | zmarł                             |
| mjr dypl. piech. Wojciech Korsak | 1939                    |                                   |

| Obsada personalna XVIII PKU w latach 1918–1919                  | Obsada personalna XVIII PKU w latach 1918–1919           | Obsada personalna XVIII PKU w latach 1918–1919 | Obsada personalna XVIII PKU w latach 1918–1919 |
| --------------------------------------------------------------- | -------------------------------------------------------- | ---------------------------------------------- | ---------------------------------------------- |
| Nazwa stanowiska etatowego                                      | Stopień, imię i nazwisko                                 | Okres pełnienia funkcji                        | Kolejne stanowisko (dalsze losy)               |
| zastępca komendanta                                             | kpt. Józef Łępkowski                                     | od 27 XII 1918                                 |                                                |
| naczelnik kancelarii                                            | ppor. Marian Moszyński                                   | do 21 II 1919                                  |                                                |
| naczelnik kancelarii                                            | ppor. Stanisław Schmaltz                                 | od 21 II 1919                                  |                                                |
| oficer ewidencyjny w Nowym Targu                                | urzędnik ewidencyjny w randze porucznika Jakub Binder    | od 27 XII 1918                                 |                                                |
| oficer ewidencyjny w Limanowej                                  | urzędnik ewidencyjny w randze chorążego Leon Insler      | od 27 XII 1918                                 |                                                |
| oficer ewidencyjny w Nowym Sączu                                | urzędnik ewidencyjny w randze podporucznika Otto Woźniak | od 27 XII 1918                                 |                                                |
| Obsada pozostałych stanowisk funkcyjnych PKU w latach 1921–1925 |                                                          |                                                |                                                |
| I referent                                                      | kpt. piech. Feliks Aleksander Langenfeld                 | 1923 – II 1926                                 | kierownik I referatu                           |
| II referent                                                     | urzędnik wojsk. X rangi / por. kanc. Piotr Gerhardt      | 1923 – 1924                                    |                                                |
| referent inwalidzki                                             | urzędnik wojsk. X rangi Antoni Jurczak                   | do 13 XI 1923                                  | OE Nowy Sącz                                   |
| referent inwalidzki                                             | urzędnik wojsk. X rangi / por. kanc. Bolesław Świderski  | II 1924 – II 1926                              | referent inwalidzki                            |
| oficer instrukcyjny                                             | kpt. piech. Kazimierz Kuczała                            | 1922 – III 1926                                | 1 psp                                          |
| oficer ewidencyjny na powiat gorlicki                           | por. kanc. Florian Mierzwa                               | od 13 XI 1923                                  |                                                |
| oficer ewidencyjny na powiat nowosądecki                        | urzędnik wojsk. X rangi Florian Mierzwa                  | VII – 13 XI 1923                               | OE Gorlice                                     |
| oficer ewidencyjny na powiat nowosądecki                        | por. kanc. Antoni Jurczak                                | 1924                                           |                                                |
| oficer ewidencyjny na powiat nowosądecki                        | por. kanc. Zygmunt Filip Kozubal                         | III 1925 – II 1926                             | referent (etat przejściowy) PKU Sosnowiec      |
| oficer ewidencyjny na powiat grybowski                          | wakat                                                    |                                                |                                                |
| Obsada pozostałych stanowisk funkcyjnych PKU w latach 1926–1938 |                                                          |                                                |                                                |
| kierownik I referatu administracji rezerw i zastępca komendanta | mjr kanc. Feliks Aleksander Langenfeld                   | II 1926 – VII 1927                             | komendant PKU Żywiec                           |
| kierownik I referatu administracji rezerw i zastępca komendanta | kpt. piech. Jan Bojański                                 | VII 1927 – 1 X 1934                            | praktyka w Ministerstwie Komunikacji           |
| kierownik I referatu administracji rezerw i zastępca komendanta | kpt. piech. Leon Schmidt                                 | X 1934 – 1938?                                 | kierownik II referatu KRU Cieszyn              |
| kierownik II referatu poborowego                                | por. kanc. Antoni Jurczak                                | od II 1926                                     |                                                |
| kierownik II referatu poborowego                                | kpt. piech. Franciszek Winiarski                         | 1 III 1927 – VI 1930                           | kierownik I referatu PKU Włocławek             |
| kierownik II referatu poborowego                                | por. kanc. Marian Feliks Pachoń                          | do 15 XI 1932                                  | praktyka u płatnika 1 psp                      |
| kierownik II referatu poborowego                                | kpt. piech. Kazimierz Kuczała                            | 15 IX 1932 – 1 V 1934                          | dyspozycja Ministra Komunikacji                |
| kierownik II referatu poborowego                                | kpt. piech. Edward Jan Langer                            | XI 1934 – 1 I 1935                             | praktyka w Ministerstwie Komunikacji           |
| referent                                                        | por. kanc. Piotr Gerhardt                                | od II 1926                                     |                                                |
| referent inwalidzki                                             | por. kanc. Bolesław Świderski                            | od II 1926                                     |                                                |
| Obsada pozostałych stanowisk funkcyjnych KRU w latach 1938–1939 |                                                          |                                                |                                                |
| kierownik I referatu ewidencji                                  | kpt. adm. (art.) Zbigniew Jan Ostrowicz                  | 1939                                           |                                                |
| kierownik II referatu uzupełnień                                | kpt. adm. (piech.) Stanisław Mitas                       | 1939                                           |                                                |